# Ährenlesen

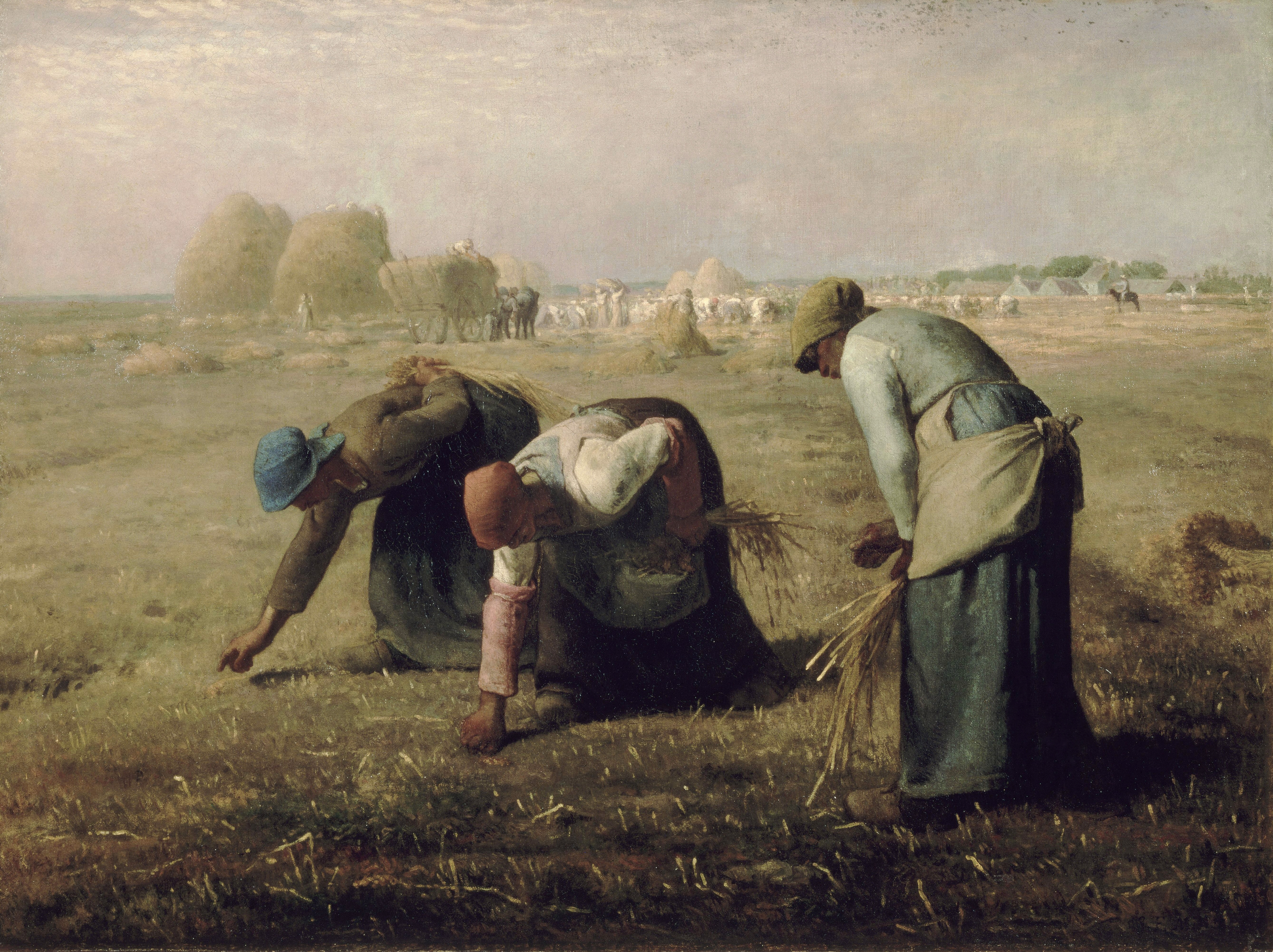
Jean-François Millet: Ährenleserinnen, 1857, Musée d’Orsay, Paris.

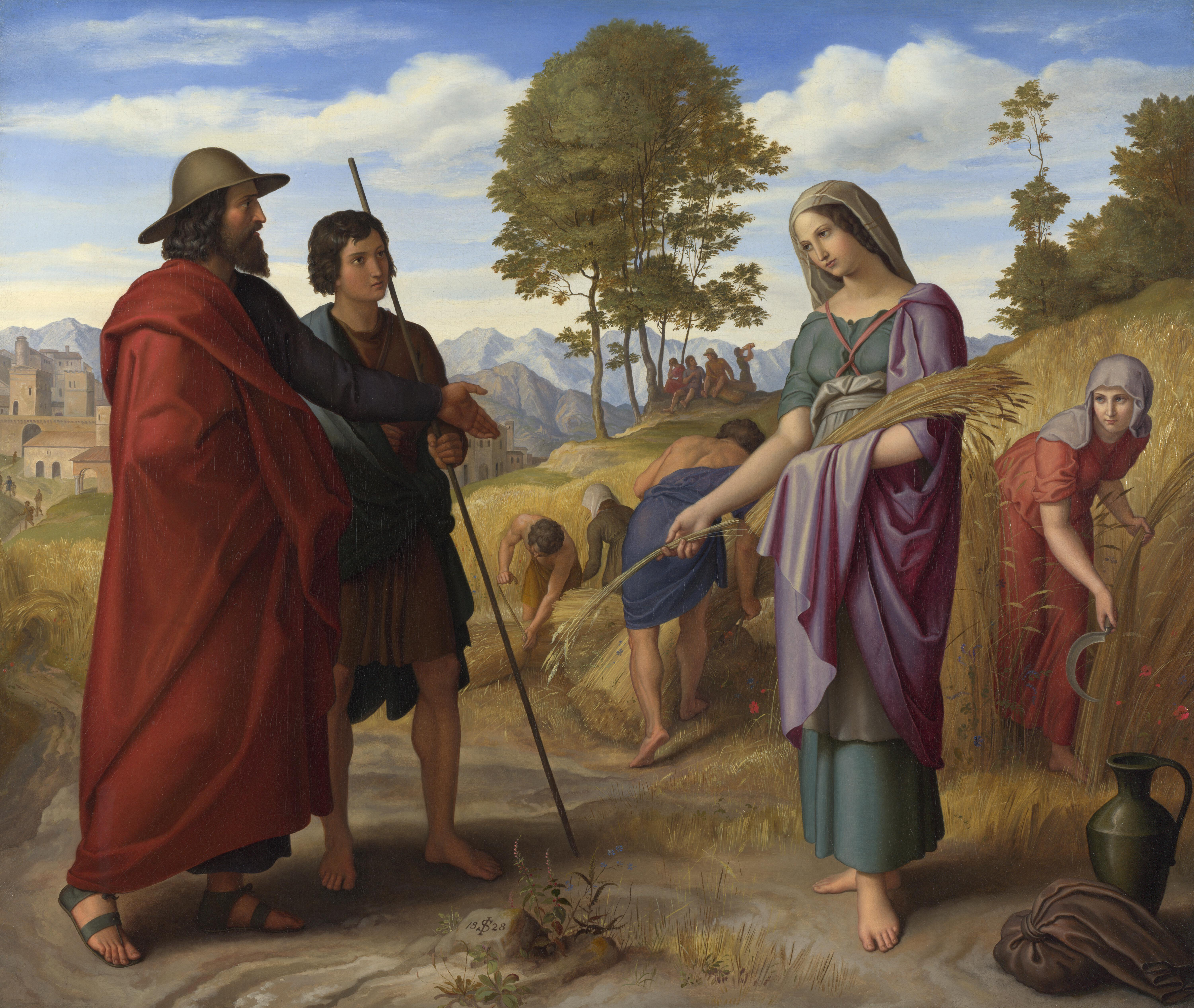
Julius Schnorr von Carolsfeld: Ährenleserin Ruth im Feld des Boas

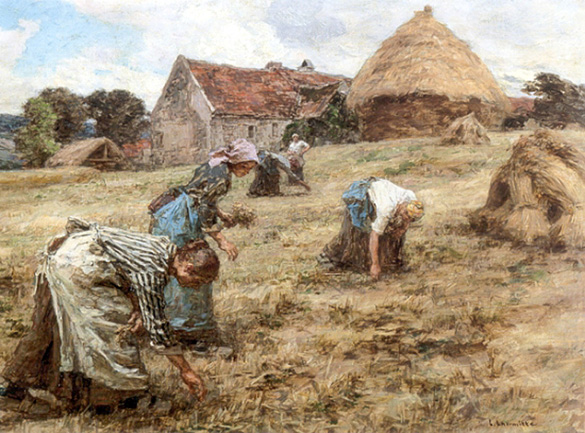
Léon Augustin Lhermitte:
Les Glaneuses (1898)

Das Ährenlesen, oftmals auch als Nachlese bezeichnet, war eine verbreitete Erntemethode der niederen sozialen Schichten eines Dorfes. Zur Erntezeit wurden die nach dem Schnitt und Abtransport des Getreides auf dem Feld liegen gebliebenen Ähren gesucht und aufgesammelt. 
Neben Ähren sammelte man auch liegengebliebene Früchte von Feldern, Weinbergen oder Bäumen nach der bereits erfolgten Ernte.
Das Nachlesen erfolgte traditionell durch Arme, die über keinen Grundbesitz verfügten, oft auch durch Kinder. Heute wird es auch im großen Stil von humanitären Organisationen durchgeführt, beispielsweise auf Feldern, die aus ökonomischen Gründen nicht abgeerntet werden. In einigen Gegenden Deutschlands gibt es auch heute noch den Brauch, bedürftigen Personen in Obstanlagen das Nachlesen (in der Pfalz auch „stopplen“ genannt) zu gestatten.
Die Praxis war und ist oft gesetzlich geschützt (Nachleserecht). Zu anderen Zeiten war und ist es grundsätzlich verboten, fremde Felder ohne explizite Erlaubnis nachzulesen.

## Das Nachleserecht in der Bibel
An einigen Stellen im Alten Testament der Bibel wird ein Nachleserecht beschrieben: 
- 3. Mose 19,9 „Und wenn ihr die Ernte eures Landes erntet, darfst du den Rand deines Feldes nicht vollständig abernten und darfst keine Nachlese deiner Ernte halten“.
- 5. Mose 24,19 „Wenn Du deine Ernte auf deinem Feld einbringst und du hast eine Garbe auf dem Feld vergessen, sollst du nicht umkehren um sie zu holen. Für den Fremden, für die Waise und für die Witwe soll sie sein.“
- 5. Mose 24,21 „Wenn Du in deinem Weinberg Lese hältst, sollst du nicht hinterher Nachlese halten. Für die Fremden, die Waise und für die Witwe soll es sein“

In Buch Rut liest die Moabiterin Rut Ähren auf den abgeernteten Feldern ihres entfernten Verwandten Boas.

## Rechtliche Situation heute
Es existiert zumindest in Frankreich noch das explizite Recht einzusammeln, was übrig bleibt, wie es im Dokumentarfilm Les glaneurs et la glaneuse (2000 / 2002) von Agnès Varda vorgestellt wird. Hier wird die Praxis der Nachlese aus der Sicht der ländlichen Bevölkerung Frankreichs gezeigt.
Ursprünglich bezieht sich dieses Recht zu glaner (frz. für „auflesen“, „einsammeln“) auf das, was nach der Ernte auf dem Feld liegenbleibt.